# 隆脊强蟹
隆脊强蟹（学名：Eucrate costata）为长脚蟹科强蟹属的动物。在中国大陆，分布于福建等地，主要生活于海水。